# Guyanas kultur
Guyanas kultur är de afrikanska, indiska, franska, indianska, kinesiska, brittiska, nederländska, portugisiska, karibiska och amerikanska kulturerna som sammansmält i landet Guyana. Guyana är ett av få fastlandsländer som anses vara en del av Karibien. Det guyanska folket delar liknande intressen med öarna i Västindien, såsom mat, festivaler, musik, sporter och så vidare. Mashramani, holi (på Guyana kallad phagwah) och diwali är exempel på högtider som firas i Guyana.

## Sport

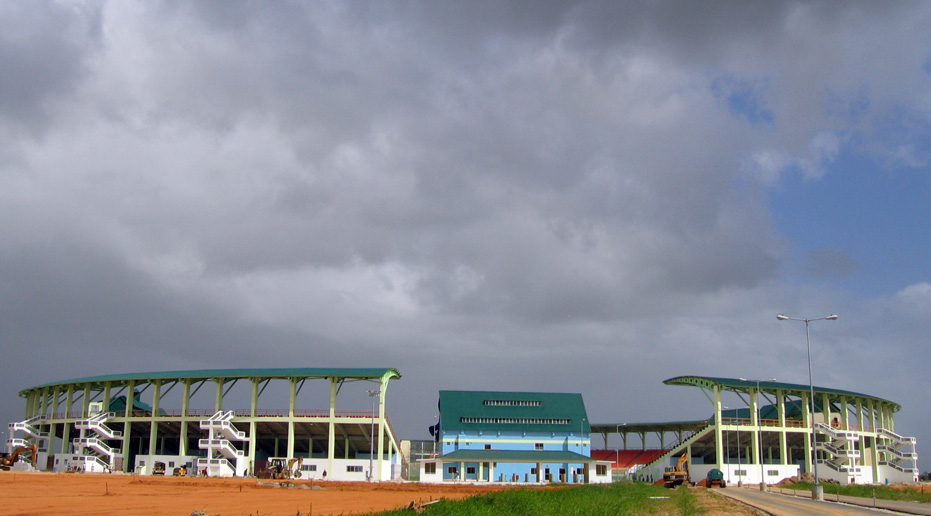
Providence Stadium sedd från East Bank Highway.